# Ökumenisches Gymnasium zu Bremen
Das Ökumenische Gymnasium zu Bremen (ÖG) ist ein im Bremer Stadtteil Oberneuland gelegenes Gymnasium in freier Trägerschaft, in dem durchgängig die Klassenstufen 5 bis 12 unterrichtet werden. Die Schule wurde 1981 von der deutschen Pädagogin Erika Opelt-Stoevesandt gegründet.

## Geschichte
Seit 1950 war Erika Opelt-Stoevesandt im bremischen Schuldienst, u. a. bis 1964 als Studiendirektorin Stellvertretende Direktorin des Gymnasiums am Leibnizplatz und ab 1964 Leiterin des Gymnasiums Kleine Helle als Oberstudiendirektorin. Die Politisierung der Lehrer und der Schulen in Bremen in den 1970er Jahren störte sie ebenso wie der fehlende Religionsunterricht in Bremen.
Ab 1972 setzte sie sich für die Errichtung eines privaten Gymnasiums mit ökumenischer Ausrichtung ein. 1974 veröffentlichte sie Überlegungen zur Einrichtung eines ökumenischen Gymnasiums in freier Trägerschaft und zur Integration körperbehinderter Schüler. 1981 gründete sie mit dem Mathematikprofessor Gerhard Becker (1939–2013) das Ökumenische Gymnasium (ÖG), eine private christliche Schule in Bremen-Oberneuland, und leitete es. Dabei kam es zu politischen Auseinandersetzungen mit dem Bremer Senat. Das ÖG vermittelt ein christliches Erziehungsprofil sowie eine umfassende Allgemeinbildung in den traditionellen Gymnasialfächern. Erika Opelt-Stoevesandt setzte sich auch für die Inklusion an ihrem Privatgymnasium ein, also für die Integration von körperbehinderten Kindern. Die Gründungsdirektorin des ÖG legte selbst überall Hand mit an, wo Arbeiten an der Schule nötig waren. 1978 erfolgte die Gründung des Fördervereins Freunde und Förderer des Ökumenischen Gymnasium, aus dem sich 2006 die Erika-Opelt-Stoevesandt-Stiftung entwickelte. 1987 trat sie in den Ruhestand. 1988 wurde das Abitur des ÖG staatlich anerkannt.
1984 wurde das Schulgelände durch die neugebaute Sporthalle mit integrierter Theaterbühne, die seitdem gleichzeitig als Aula dient, erweitert.

## Aufnahmekriterien
Bevorzugt aufgenommen werden besonders Begabte, Geschwister von bereits angemeldeten Schülerinnen und Schülern, Körperbehinderte und Kinder mit erhöhtem gesundheitlichen Förderbedarf.

## Finanzierung
Zur Deckung der Kosten, die durch den Schulbetrieb anfallen, erhält die Schule einen Zuschuss von der Stadt Bremen.

Es wird zudem ein Schulgeld erhoben. Dabei wird der Betrag in Abhängigkeit von der Anzahl der angemeldeten Schüler einer Familie am ÖG gestaffelt.
Die Erika-Opelt-Stoevesandt-Stiftung vergibt Stipendien an begabte Schülerinnen und Schüler, deren Familien das Schulgeld nicht aufbringen können. Es besteht so die Möglichkeit einer Ermäßigung oder eines kompletten Erlasses des Schulgelds.

## Oberstufenprofil Luft- und Raumfahrt
Auf Initiative der Hochschule Bremen wurde 2006 das Gymnasiale Oberstufenprofil Luft- und Raumfahrt (GymProLuR) in Bremen eingerichtet. Dabei handelt es sich um eine Kooperation zwischen dem IAT – Institut für Aerospace-Technologie der Hochschule Bremen, dem Gymnasium Vegesack und dem Ökumenischen Gymnasium. Ziel ist die Vermittlung von mathematischem, physikalischem und ökonomischem Wissen an Schüler der gymnasialen Profiloberstufe und Herstellung von Bezügen zur Luft- und Raumfahrtindustrie, welche insbesondere in Bremen starke Präsenz verzeichnet. Außerdem wird ein internationaler Bezug durch Vermittlung eines technischen Fachvokabulars und Diskussion technologischer Entwicklungen im Englischunterricht hergestellt.
Die Schüler erarbeiten fächerübergreifend Unterrichtsprojekte, mit dem unterschiedliche Fertigkeiten gefördert werden sollen. Dabei wird seitens der Verantwortlichen auf die Vermittlung von Teamarbeit, selbständigem Denken sowie Methodenkompetenz und Präsentationsfähigkeiten hohen Wert gelegt. Insbesondere werden durch Professorinnen und Professoren sowie Mitarbeiterinnen und Mitarbeiter des IAT Laborversuche der Lernenden betreut und Vorträge über die Arbeit des Instituts und aktuelle Forschungsvorhaben gehalten. Zudem werden die Luft- und Raumfahrtunternehmen in der Umgebung im Rahmen von Exkursionen und Praktika im Rahmen des Unterrichts besucht.
Zudem haben die Schüler die Möglichkeit, ihre Projektarbeit als Bestandteil des Abiturs im Rahmen des Oberstufenprofils Luft- und Raumfahrt anzufertigen. Dabei ist es möglich, Versuchsvorhaben in Zusammenarbeit mit der Hochschule Bremen durchzuführen.

## Partnerschaften
Internationale Partnerschulen
Das ÖG unterhält Austauschprogramme mit Schulen in Europa, in den USA und in Australien. Dazu gehört neben der Anthony J. Dimond High School in Anchorage, Alaska auch die Deutsche Schule Madrid, mit welcher seit 1987 ein Austauschprojekt besteht, das private Scotch College für Jungen und die Korowa Anglican Girls’ School für Mädchen in Melbourne, Australien. In Frankreich führt das Ökumenische Gymnasium seit 2004 Austauschbegegnungen mit dem Collège St. Léon, einer katholischen Privatschule in Nancy, durch.
Nationale Partnerschule und sonstige Partnerschaften
Es bestehen deutschlandweite Partnerschaften. Insbesondere die Schwesterschule des ÖG, das Ökumenische Domgymnasium Magdeburg, ist zu nennen.
Außerdem bestehen Kooperationen mit der Kirchengemeinde Oberneuland, dem Universum Bremen, Airbus, der Grünen Schule der Botanika, dem Zentrum für Humangenetik an der Universität Bremen, dem Zentrum für Marine Umweltwissenschaften (MARUM), der Landesarbeitsgemeinschaft öffentlicher Schulen in Freier Trägerschaft im Lande Bremen e. V. (LAG) und dem carl schurz deutsch amerikanischer club.

## Ehemalige Schüler
- Luisa-Katharina Häsler, Politikerin (CDU) und Mitglied der Bremischen Bürgerschaft
- Kristina Hillmann, Hockeyspielerin in der deutschen Hockeynationalmannschaft
- Arnd Lauber, Mathematiker und deutscher Schachspieler mit dem Titel Internationaler Meister
- Lencke Wischhusen, Politikerin (FDP) und Mitglied der Bremischen Bürgerschaft